# レイン・ドッグ
『レイン・ドッグ』（Rain Dogs）は、トム・ウェイツが1985年に発表したアルバム。
母国アメリカではヒットしなかったが、トムの代表作の一つとされ、『ローリング・ストーン』誌が2003年に選出したオールタイム・グレイテスト・アルバム500で397位（後の改訂では357位）。ピッチフォーク・メディアが選出した1980年代トップアルバム100枚で、第8位。

## 解説
ギターを重視した音作りを行い、キース・リチャーズ（ローリング・ストーンズ）、マーク・リボー（後にジョン・ゾーンと共に活動）、G.E.スミス（ホール&オーツのサポート・メンバー）、クリス・スペディング（ジャック・ブルースやブライアン・フェリー等と共演）、ロバート・クワイン（元リチャード・ヘル&ヴォイドイス）といった著名なギタリストを起用した。その他、後にボブ・ディランのサポート・ベーシストとなるトニー・ガルニエ、キング・クリムゾンのトニー・レヴィン、ホール&オーツのサポート・ドラマーのミッキー・カリー等が参加。
キース・リチャーズとの出会いに関しては、トム自身が「親戚同士だった」「ランジェリー・ショップで出会った」等のホラ話を語っているが、真相は、トムがキースのファンであったことから、断られることを承知でスタッフがキースに連絡を取ったからである。参加を快諾したキースはトラック数台分もの楽器、アンプ類を持参し、スタジオに現れて、トムやスタッフを仰天させたという。両者の交流はその後も続き、トムはローリング・ストーンズ『ダーティ・ワーク』（1986年）のレコーディングに参加し、キースもトムのアルバム『ボーン・マシーン』（1992年）に再びゲスト参加。
「ダウンタウン・トレイン」はミュージック・ビデオが制作され、元プロボクサーのジェイク・ラモッタが出演。「ジョッキー・フル・オブ・バーボン」「タンゴ」は、トムの初主演映画『ダウン・バイ・ロー』（監督:ジム・ジャームッシュ）のサウンドトラックに提供された。
R.E.M.のマイケル・スタイプは、1985年に特に愛聴したアルバムの一つとして、本作を挙げている。

## 収録曲
特記なき楽曲はトム・ウェイツ作。
1. シンガポール - "Singapore" - 2:46
2. クラップ・ハンズ - "Clap Hands" - 3:47
3. セメタリー・ポルカ - "Cemetery Polka" - 1:51
4. ジョッキー・フル・オブ・バーボン - "Jockey Full of Bourbon" - 2:45
5. タンゴ - "Tango Till They're Sore" - 2:49
6. ビッグ・ブラック・マリア - "Big Black Mariah" - 2:44
7. ダイヤモンド&ゴールド - "Diamonds & Gold" - 2:31
8. ハング・ダウン・ユア・ヘッド - "Hang Down Your Head" (Kathleen Brennan, Tom Waits) - 2:32
9. タイム - "Time" - 3:55
10. レイン・ドッグ - "Rain Dogs" - 2:56
11. ミッドタウン - "Midtown" - 1:00
12. ナインス&ヘネピン - "9th & Hennepin" - 1:58
13. ガン・ストリート・ガール - "Gun Street Girl" - 4:37
14. ユニオン・スクウェアー - "Union Square" - 2:24
15. ブラインド・ラブ - "Blind Love" - 4:18
16. ウォーキング・スパニッシュ - "Walking Spanish" - 3:05
17. ダウンタウン・トレイン - "Downtown Train" - 3:53
18. ブライド・オブ・レイン・ドッグ - "Bride of Rain Dog" - 1:07
19. レイ・マイ・ヘッド - "Anywhere I Lay My Head" - 2:48

## カヴァー
- 「ダウンタウン・トレイン」は、1989年にロッド・スチュワートによるカヴァー・ヴァージョンが世界的にシングル・ヒットした（全英10位、全米3位）。エヴリシング・バット・ザ・ガールもアルバム『アコースティック』（1992年）で同曲をカヴァー。
- 「ブラインド・ラブ」は、ボブ・シーガーがアルバム『The Fire Inside』（1991年）でカヴァー。
- 「タイム」は、トーリ・エイモスがカヴァー・アルバム『ストレンジ・リトル・ガールズ』（2001年）で取り上げた。
- 「レイ・マイ・ヘッド」（Anywhere I Lay My Head）は、スカーレット・ヨハンソンが2008年に発表したトム・ウェイツのカヴァー・アルバム『レイ・マイ・ヘッド』のタイトルとなった。

## 参加ミュージシャン
- トム・ウェイツ – ボーカル、ギター、オルガン、ピアノ、バンジョー
- キース・リチャーズ - ギター、バッキング・ボーカル
- マーク・リボー - ギター
- クリス・スペディング - ギター
- ロバート・クワイン - ギター
- G.E.スミス - ギター
- ラリー・テイラー - ベース
- トニー・ガルニエ - ベース
- グレッグ・コーエン - ベース
- トニー・レヴィン - ベース
- マイケル・ブレア - パーカッション、ドラムス、マリンバ、コンガ、ミュージックソー
- ステファン・アーヴィズ・テイラー・ホッジズ - ドラムス
- ミッキー・カリー - ドラムス
- ロバート・プレヴィット - パーカッション、マリンバ
- ロバート・キルゴア - オルガン
- ウィリアム・シメル - アコーディオン
- ロバート・ムッソ - バンジョー
- ハリウッド・ポール・リテラル - トランペット
- ボブ・ファンク - トロンボーン
- ラルフ・カーネイ - サックス、クラリネット
- アーノ・ヘヒト - テナー・サックス
- ジョン・ルーリー - アルト・サックス
- クリスピン・スィーオー - サックス
- ロス・レヴィンソン - ヴァイオリン